# Montaigu (Jura)
Montaigu ist eine französische Gemeinde im Département Jura in der Region Bourgogne-Franche-Comté. Sie gehört zum Arrondissement Lons-le-Saunier und zum Kanton Poligny. Die Nachbargemeinden sind Perrigny im Nordosten, Conliège im Osten, Revigny im Südosten, Moiron und Vernantois im Süden, Macornay im Westen sowie Lons-le-Saunier im Nordwesten.

## Bevölkerungsentwicklung
| Jahr                       | 1962 | 1968 | 1975 | 1982 | 1990 | 1999 | 2008 | 2017 |
| -------------------------- | ---- | ---- | ---- | ---- | ---- | ---- | ---- | ---- |
| Einwohner                  | 517  | 601  | 628  | 587  | 536  | 506  | 500  | 437  |
| Quellen: Cassini und INSEE |      |      |      |      |      |      |      |      |

## Persönlichkeiten
- Jean-Denis Gauthier (1810–1877), römisch-katholischer Ordensgeistlicher und Apostolischer Vikar von Süd-Tonking

## Weblinks

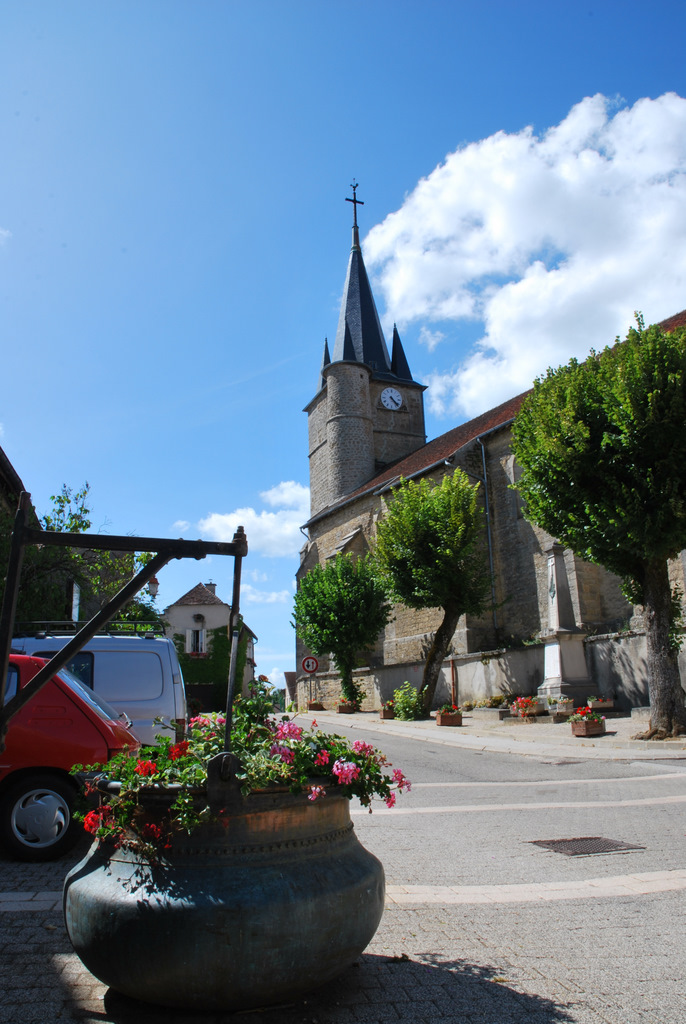
Kirche Saint-Blaise